# Tropicus migueli
Tropicus migueli is een keversoort uit de familie oevergraafkevers (Heteroceridae). De wetenschappelijke naam van de soort is voor het eerst geldig gepubliceerd in 2004 door Skalický.